# Película en color

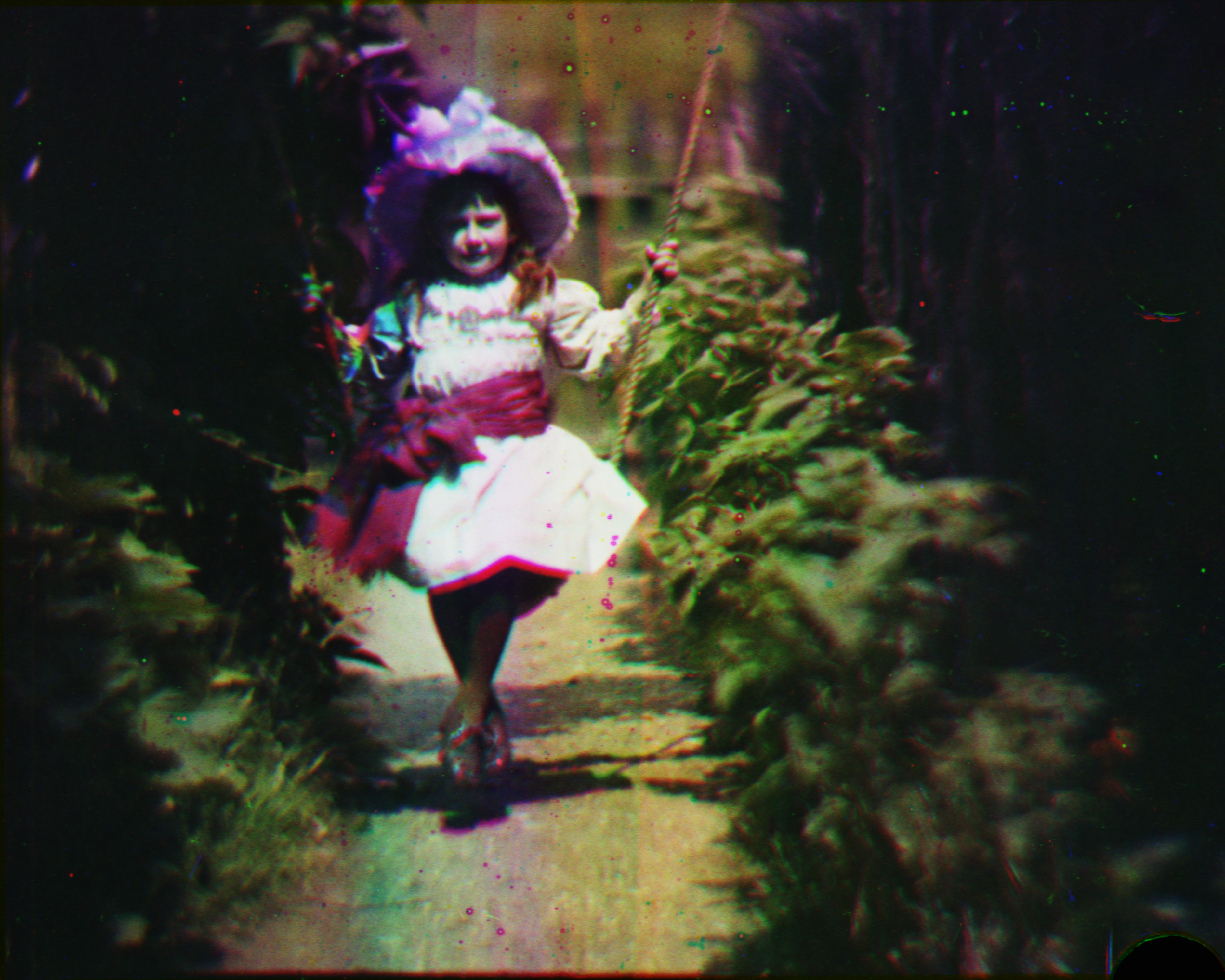
Fotograma de una película de prueba de Raymond Turner (1902)

El término película en color se refiere tanto a una película cinematográfica en color como un filme con imágenes en color terminado y disponible para su proyección.

## Historia
El deseo de reproducir los colores de la vida o de la imaginación fue una constante desde las primeras experimentaciones de imágenes en movimiento. A lo largo de los primeros cuarenta años de la cinematografía en blanco y negro (desde los 1890 hasta los 1930) y hasta que se desarrollaron las emulsiones en color, este se obtuvo por múltiples sistemas, por ejemplo aplicándolo directamente a las copias en blanco y negro (tintándolas o sometiéndolas a baños químicos) o mediante filtros de colores en el momento de la proyección. La obsesión por el color caracterizó el cine mudo desde el primer momento.
A comienzos del cine había dos procedimientos para obtener el color. Uno en que se aplicaban los colores después del revelado de la película, y otro a través del cual estos se obtenían durante la fase de rodaje y la de proyección. Las dos técnicas siempre se usaban sobre una película en blanco y negro.

### Coloración después delrevelado

#### Coloración manual
Las primeras películas eran ortocromáticas, es decir, capturaban la luz azul y verde, pero no la roja, que solo podía ser capturada con película pancromática. Esto dificultaba la obtención de imágenes en color, y se empezaron a utilizar tintados de anilina para crear color artificial. Esto se llevaba a cabo en el proceso de la coloración manual, un sistema policromático que intentaba imitar los colores de la realidad en las películas. Su procedimiento consistía en el coloración fotograma a fotograma con un pincel fino y colores transparentes y luminosos en base de anilinas disueltas en agua o alcohol. Cuando la coloración establecía la gamma, con la ayuda de una lente de aumento, cada obrero aplicaba un solo color. Introducido como un efecto visual, esta fue una técnica especialmente utilizada en los filmes de trucos, de hadas o de danzas. Eran las versiones de lujo de los filmes que mayoritariamente se distribuían en blanco y negro y se anunciaban a la prensa con grandes elogios. Algunos cines incluso ya se especializaron en programas «a todo color», como por ejemplo el cinematógrafo Martí de Barcelona.

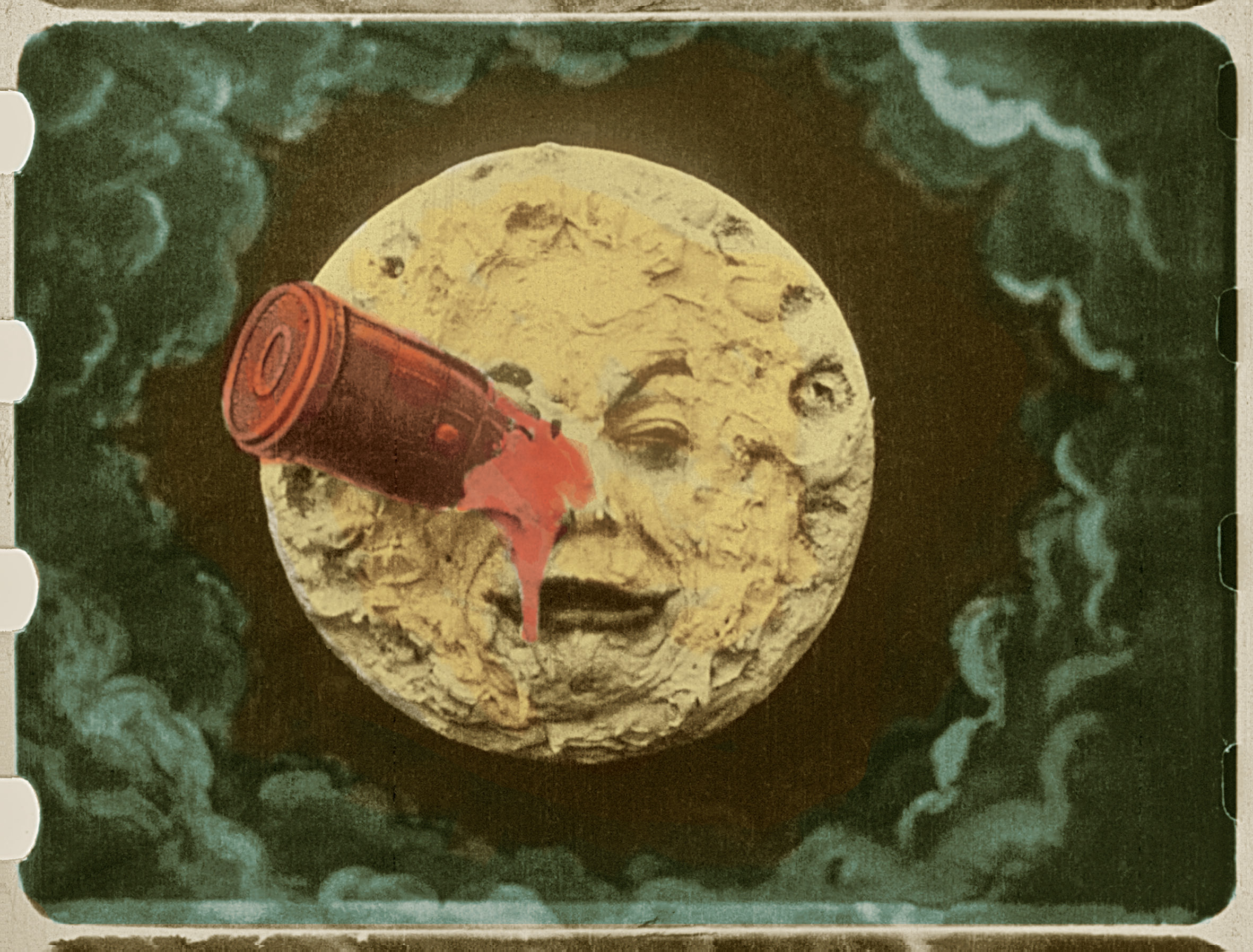
Fotograma pintado a mano de Le Voyage dans la lune (1902) de Méliès

Pero, debido a las complicaciones técnicas al aplicar los colores causadas por el pequeño tamaño de la película y la imagen, de una superficie menor a 3cm, el gran número de fotogramas por minuto de metraje (casi 1000) y la dilución no homogénea de los colorantes la coloración manual se convirtió en un trabajo muy preciso, arduo y tedioso. Esto resultó en una tarea en cadena, que se encargaba a mujeres y a niños, con sueldos más bajos. Consecuentemente, este fue un sistema usado solo los primeros años del cine, hasta el 1906, puesto que con el aumento del metraje se relegó el uso a detalles y se empezó a utilizar un sistema de recorte de plantillas manual o mecanizado.
Este método se aplicó por primera vez en las primeras películas de Edison, en la serie Anabelle Butterfly Dance (1894), y destaca en las primeras obras de principio de siglo XX de Segundo de Chomón, como Le roi des dollars (1905), y en las de Méliès, como La danzo lleva feudo (1899) y Le Voyage dans la Lune (1902), la cual fue coloreada fotograma a fotograma por un grupo de más de veinte mujeres, siguiendo un modelo de producción en línea.

#### Coloración porestarcido
La técnica del estarcido, también llamada pochoir o stencil, es un sistema policromático, que intenta imitar los colores de la realidad en las películas, basado en las técnicas de estampación de papeles pintados o de tejidos. El procedimiento consistía, primero, en recortar a mano los detalles elegidos para pintar en diferentes matrices de celuloide sobre copias positivas; normalmente seis plantillas, una para cada color. Después, se sumergían en un baño desgelatinador y resultaban unas películas transparentes recortadas por cada color, las matrices. Cuando estas se superponían sobre la película final sin colorear, solo aparecía la silueta que recibía el color, el cual se aplicaba con la ayuda de un pincel o algodones tintados con el color deseado. Esta operación era llevada a cabo repetidas veces para cada color escogido.

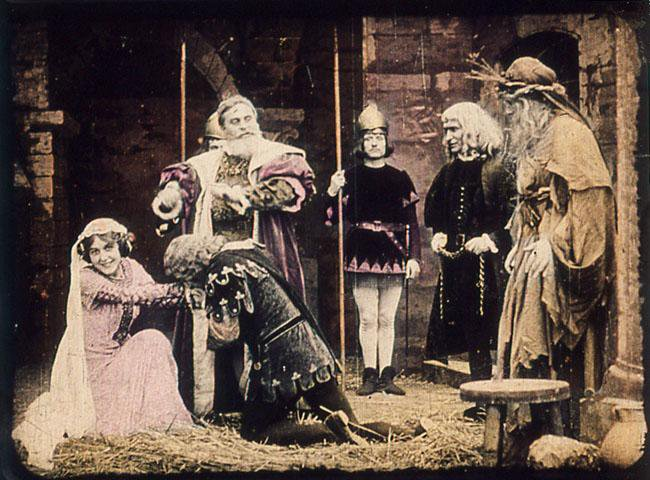
Fotograma de un filme procesado con Pathécolor

Alrededor del 1906, el proceso se mecanizó y la productora francesa Pathé introdujo y patentó el Pathécolor. Resumidamente, su funcionamiento se basaba, por un lado, en una máquina que recortaba las plantillas a través de un pantógrafo y, por otro lado, en un sistema de carretes y una cinta sin fin de terciopelo impregnada de color que aplicaba la coloración.
Durante el 1911 y 1912, Segundo de Chomón creó el sistema de color directo Cinemacoloris en Barcelona, una variación del Pathécolor en la cual el recorte de plantillas era manual, pero la coloración, mecanizada. Se destacaba la precisión de los contornos y el tono natural de las pieles en las proyecciones, gracias al baño de teñido rosa pálido al cual sometían las películas. Su éxito, sin embargo, se vio menguado por la popularización en el extranjero de otros sistemas de coloración como el Kinemacolor, al Reino Unido, o el Chronochrome, explotado por la productora Gaumont, en Francia.
A pesar de que la coloración por estarcido fue popular durante la década de 1920, se conservan pocas películas coloreadas con esta técnica, puesto que se solía aplicar en metrajes de género fantástico o documental. Algunas de las películas que se los aplicó Pathécolor fueron Le scarabée de oro (1907), de Segundo de Chomón y Le pied lleva mouton (1907), de Albert Capellani. Otros filmes coloreados con Cinemacoloris fueron El iris fantastique (1911), Pouce (1911), Burgos (1911) y Superstition andalouse (1912).

#### Coloración portintajeyvirado
Las técnicas del tintaje o teñido y el virado o viraje son sistemas monocromáticos que se desarrollan paralelamente con la coloración por estarcido, más compleja que estos métodos.
Por un lado, el teñido, una técnica muy sencilla y tradicional, aconteció como el método de coloración más utilizado durante el periodo de cine mudo (hasta a finales de los años 1920), el cual dotaba a las películas de algunos tonos, aunque fuera solo uno. El tintaje se ejecutaba por imbibición del filme positivo en blanco y negro dentro de cubetas con una disolución de agua, ácido acético y colorantes ácidos que producían una reacción química en la película, todo llevado a cabo en un laboratorio. Cuando la película era lavada y secada, las partes transparentes absorbían el color de la imbibición, mientras que las negras mantenían su oscuridad. Este método fue aplicado en filmes como Malombra (1917), de Carmine Gallone, y Jön az öcsém (1919), de Michael Curtiz.
Por otro lado, el viraje, a pesar de asemejarse el proceso del teñido, diferían por el efecto contrario que producía en la película. La técnica del virado se diferenciaba por un proceso más complejo, que implicaba la transformación de las sales de plata del filme positivo en sales metálicas coloridas. El procedimiento también consistía en la imbibición del filme por varios baños químicos, pero en el primero de los cuales se blanqueaba la imagen y en el segundo se hacía reaccionar. Esto provocaba que las partes transparentes y blancas mantuvieran su tono original, mientras que la parte de gammas grises y negras absorbía el color de la imbibición, consiguiendo el efecto contrario que el teñido. Este método puede ser visto en filmes como Mamán Poupée (1919), de Carmine Gallone, y Nosferatu, eine symphonie des grauens (1922), de F. W. Murnau.

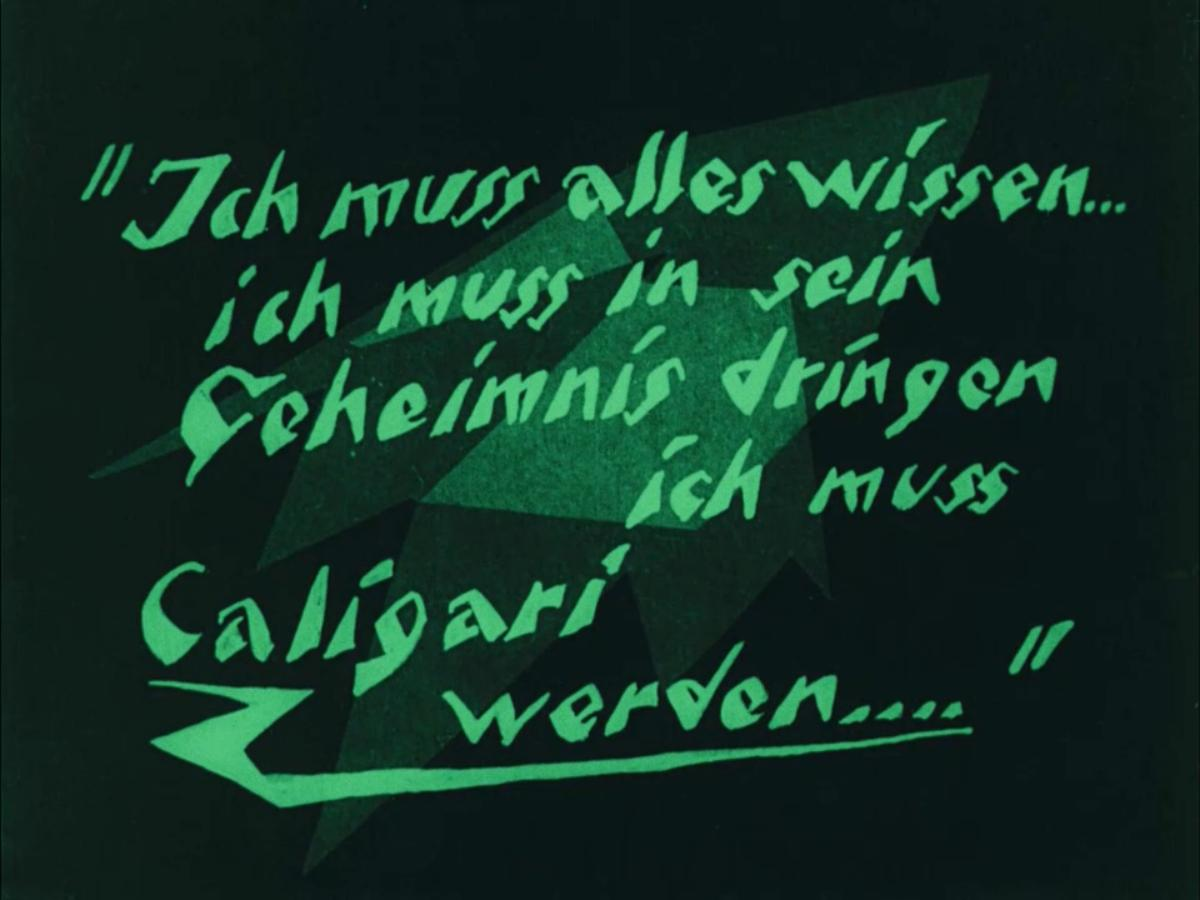
Intertítulo tintado de verde de Das Cabinet des Dr. Caligari (1920)

Por lo tanto, a diferencia de los sistemas policromáticos, estas técnicas monocromáticas, más que emular los colores naturales, los aplican para enfatizar una situación lumínica o un estado de ánimo en la narración del metraje. Por ejemplo, se teñía de amarillo la película si la escena transcurría de día, de azul para simular la noche, o de rojo para destacar la aparición del fuego. Otro caso es el de la casa Pathé, que estableció que los letreros de sus películas fueran teñidos en rojo, color que se convirtió en otra marca de la casa. Fue así como se empezaron a combinar y superponer las técnicas del viraje y el teñido en los mismos filmes para producir unos efectos espectaculares por la época. Esto es visto en varias películas de la Itala Film, como Cabiria (1914) y Il fuoco (1915), ambas de Giovanni Pastrone y coloreadas por Segundo de Chomón.
Así, a partir de estos métodos se desarrollaron y patentar nuevos sistemas mecanizados. Algunos de estos fueron el <b id="mwARI">Chomón-Zollinger</b> y el proceso de color Handschiegl.
El primero, basado en el Kinemacolor inglés y creado por Chomón y el ingeniero suizo Ernest Zollinger, era un sistema bicromático de tintaje mecanizado, el cual aplicaba la pancromatización a los negativos para aumentar su  sensibilidad. Posteriormente, después de utilizar filtros durante el rodaje, se teñían las copias a partir de una máquina motorizada o manual que alternaba el teñido entre rojo anaranjado y verde. Así es como este procedimiento permitía recrear el color real de los elementos y personas filmadas a 32 imágenes por segundo.
Y el segundo sistema, creado por Max Handschiegl, conseguía teñir ciertos elementos del fotograma mezclando el método del teñido con un posterior estarcido, como es visto en Phantom of the Opera (1925), en que el único color que aparece es el rojo en la capa que viste uno de los personajes. La primera película al utilizar este sistema fue Joan The Woman (1916), de Cecil B. DeMille.
Incluso, para agilizar el proceso, a partir de 1920, se comercializaban stocks de película positiva ya preteñida, con lo cual se evitaba el proceso de imbibición y los colores eran más homogéneos. Algunos fabricantes de película virgen, como por ejemplo Pathé o Kodak, ofrecían catálogos de hasta doce coloraciones diferentes.

### Coloración durante las fases derodajeyproyección

#### Coloración basada en lasíntesis aditiva de color
Estos sistemas de coloración se sustentaban en la teoría física de la tricromaticidad a partir de la síntesis aditiva del color. Esta radica en la capacidad de obtener toda la gamma de colores visibles a partir de la tricromía, es decir, la superposición de los tres colores primarios; rojo, verde y azul. La combinación de intensidad proporcional de un color con otro resulta en los colores aditivos secundarios; cian, magenta y amarillo; y con la mezcla de los tres primarios se obtiene el blanco. A partir de estos resultados, la variación de intensidad de cada color primario durante la mezcla permite proyectar todo el espectro cromático. Este teorema explica el sistema tricolor RGB.
Esta teoría, ya aplicada en técnicas de proyección de fotografías durante el siglo XIX, como las del físico J. C. Maxwell, fue llevada a cabo en el cine por primera vez por el fotógrafo William Friese-Greene en Inglaterra, durante la última década del siglo XIX. Su sistema, el procedimiento Friese-Greene, se basaba en teñir alternativamente los fotogramas de la película con los tres colores primarios para después proyectarla y que la mezcla cromática a alta velocidad creara la ilusión óptica de la coloración completa de las imágenes. A pesar de todo, este sistema no prosperó debido a unos resultados no demasiado precisos y complicaciones técnicas.

##### Sistemas deproyección

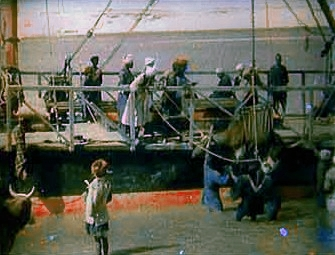
Fotograma coloreado con Kinemacolor de Un rêve en coleur de George Albert Smith

Años después, el ingeniero inglés George Albert Smith desarrolló el primer sistema de coloración durante la proyección, el Kinemacolor (1908), basado en un método más complejo desarrollado en 1899 por Edward Raymond Turner. El Kinemacolor se basaba en la reproducción de la película en un proyector convencional modificado con un obturador bicromático de dos hojas con un filtro coloreado cada una, rojo y verde, dejando a un lado la tricromía. Este obturador se accionaba a 32 fotogramas por segundo, para igualar los 16 fotogramas de la época, debido a que la ilusión óptica de la coloración completa se cumpliera con los dos filtros coloreados. Esta técnica fue el primer sistema de coloración que se patentó y comercializó. Centenares de películas fueron proyectadas con Kinemacolor, tal como Rive del Nilo (1911).
Consecuentemente, a Francia, el industrial León Gaumont presentó la nueva competencia del Kinemacolor, el Chronochrome (1913). Este sistema de coloración se fundamentaba también en la reproducción a 16 fotogramas por segundo de la película a través de un proyector especial tricromático, formado por una triple lente de tres filtros coloreados, verde, azul y rojo. Esta técnica, más precisa que el Kinemacolor, fue considerada como el primer sistema de coloración que conseguía reproducir la totalidad del espectro cromático a partir de la síntesis aditiva de color.
Aun así, tanto el Kinemacolor como el Chronochrome presentaban grandes desventajas y complicaciones técnicas que dificultaron la generalización de su uso. Ambos sistemas presentaban adversidades como la excesiva absorción lumínica de los filtros, la alta consumición eléctrica para que el proyector iluminara suficientemente, la falta de nitidez de las imágenes, la especialización técnica necesaria de los proyeccionistas y el requerimiento del doble de extensión de metraje convencional.

##### Sistemas de modificación de la película

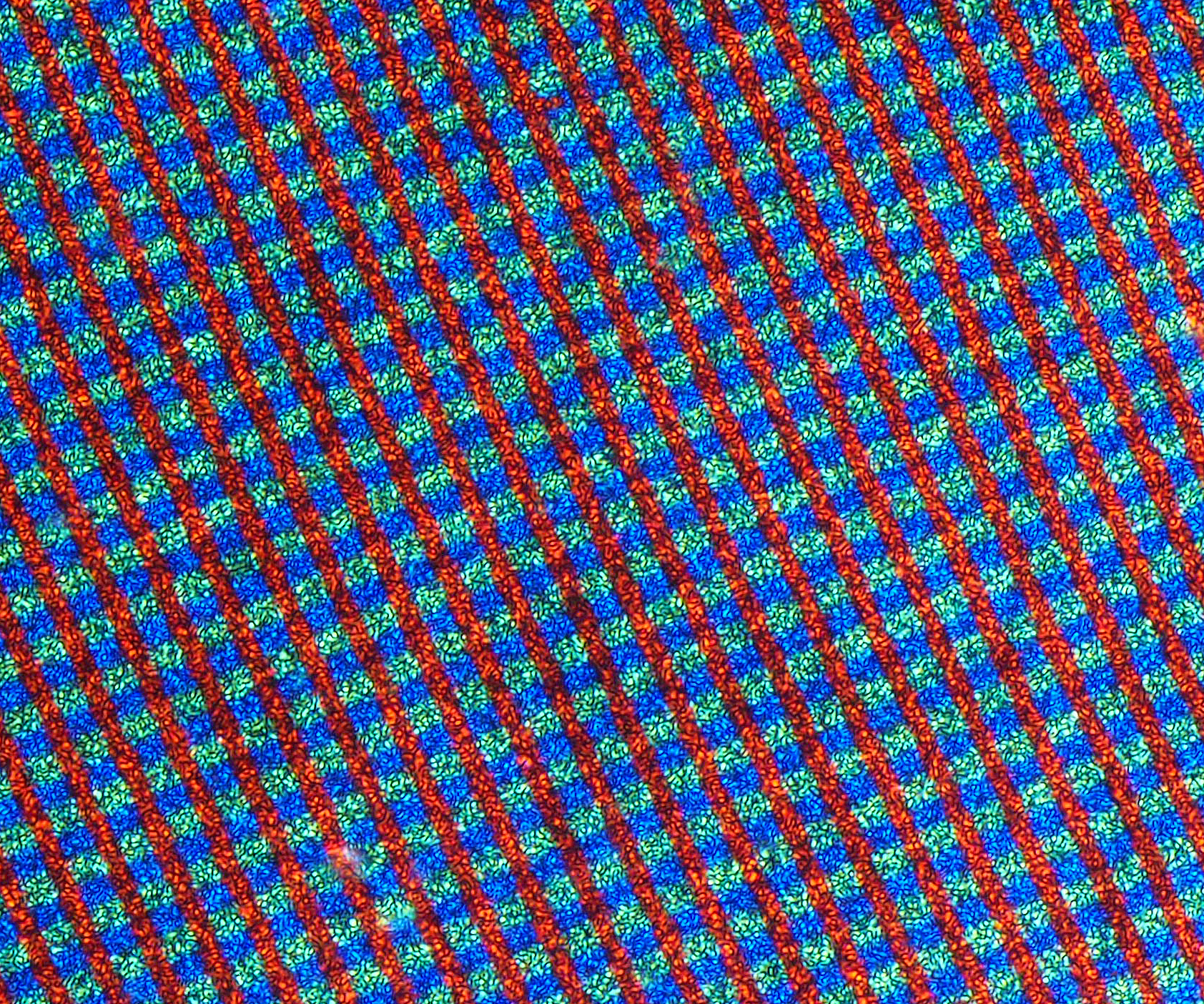
Mosaico coloreado de la película de Dufaycolor

Paralelamente, durante los mismos años, ya se desarrollaron otros métodos de coloración basándose en la creación de una película con todo el color incorporado e impreso. Esta búsqueda se materializó por primera vez con el sistema Dufaycolor (1908), inventado por el francés Louis Dufay. Este proceso se basaba en la aplicación a la película de un mosaico uniforme de pequeñas manchas de color creadas por líneas rojas, verdes y azules, una red por la cual se pudiera filtrar la luz. Al mirarse la cinta proyectada desde una cierta distancia, el patrón se fusionaba en la vista del espectador para formar una variedad de tonalidades, parecidas a los puntos de las pinturas de puntillismo. Inicialmente, este sistema se aplicó en la proyección de fotografías estáticas, ámbito en el cual fracasa. Pero, al utilizarse para imágenes en movimiento, el Dufaycolor resultó ser sorprendentemente fiel y eficiente en la coloración; fuera de que su película podía ser utilizada para filmar en cualquier cámara y reproducir en cualquier proyector. Por lo tanto, gracias a su versatilidad y bajo coste, el sistema aconteció una alternativa práctica y económica a Technicolor; esta técnica fue explotada por diferentes productoras y produjeron variedades de esta.
Durante la década de los años 1930 y 1940, años de su máxima popularidad, el Dufaycolor se utilizó principalmente en documentales, películas experimentales y films domésticos. Esto fue debido a la aparición del cine sonoro, que limitó la aplicación de estos sistemas de coloración debido a las complicaciones técnicas que añadía, además de la sincronización audiovisual, y el interés por las representaciones realistas, las cuales no encajaban con este tipo de coloración. De entre las obras filmadas con Dufaycolor, destacan el documental The Coronation of Their Majesties King George VI and Queen Elizabeth (1937) y el film experimental A Colour Box (1935), de Len Lye. Hay que añadir que otro sistema destacado de coloración de funcionamiento bastante similar al Dufaycolor fue el Autochrome (1903), patentado por los hermanos Lumière y utilizado principalmente en fotografía.

#### Coloración basada en lasíntesis sustractiva de color
Estos sistemas de coloración se sustentaban en la teoría física de la tricromaticidad a partir de la síntesis sustractiva de color, la opuesta a la aditiva. Esta se basa en el principio de obtener toda la gamma de colores visibles a partir de la capacidad de absorción de los tres colores aditivos complementarios, los sustractivos primarios; cian, magenta y amarillo. La combinación de intensidad proporcional de un color con otro resulta en los colores sustractivos secundarios, los equivalentes a los aditivos principales; verde, rojo y azul; y con la mezcla de los tres sustractivos primarios se obtiene el negro, la ausencia de color. A partir de estos resultados, la variación de intensidad de cada color primario durante la absorción permite proyectar todo el espectro cromático.
Esta teoría, ya ideada por uno de los inventores pioneros de la fotografía, Louis Ducos lleva Hauron, a mediados del siglo XIX, era aplicada en los sistemas de impresión fotográfica, que funcionaban a partir del sistema de pigmentación CMYK. Pero, la aplicación de la coloración basada en esta misma teoría al cine resultó en todo un reto técnico, principalmente causado por el limitado tamaño de la película, de solo 3 cm. Es por eso que en los sistemas más primigenios se utilizaron sistemas bicromáticos.

##### Sistemas bicromáticos

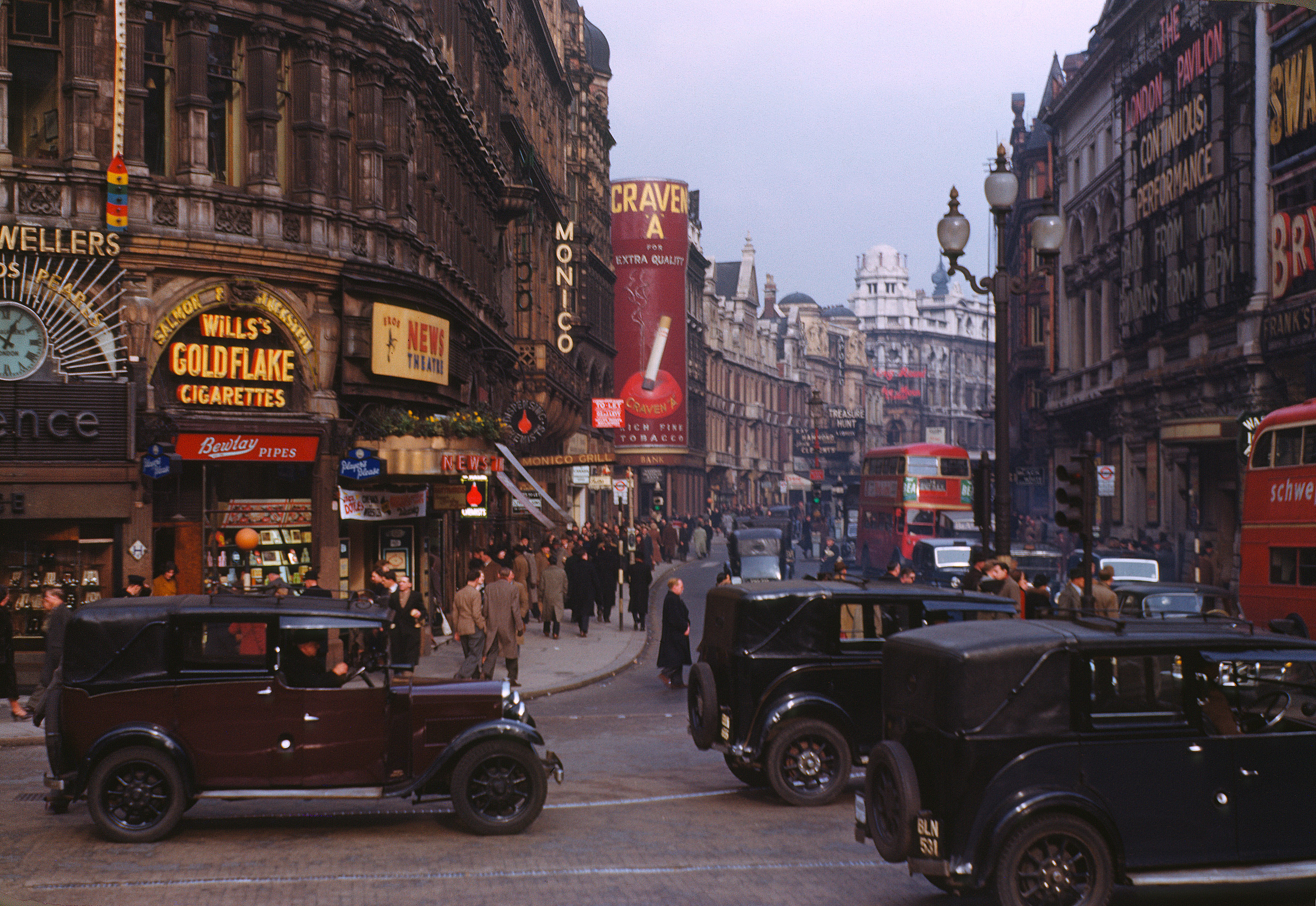
Fotografía de Londres (1949) hecho con película Kodachrome

El primer sistema de coloración sustractiva aplicada al cine por primera vez es el Cinecolorgraph (1912). Arturo Hernandez-Mejia, el inventor, fundamentó su método en el uso de una cámara especial equipada con un dispositivo capaz de separar los rayos de luz durante la filmación para exponer dos fotogramas a la vez a través de unos filtros rojo y verde. Así, a través de una impresora especial que imprimía los negativos alternativamente, todos los expuestos en rojo eran imprimidos en un lado de la película y todos los verdes en otro, cubriéndolos de emulsión y haciendo coincidir así los mismos fotogramas expuestos en diferentes colores. Finalmente, las imágenes expuestas en rojo eran teñidas con un verde azulado y las verdes con un rojo anaranjado, para que la absorción lumínica durante la proyección permitiera recrear la mayoría del espectro cromático.
Este sistema fue el precedente de este tipo de técnicas sustractivas, que se irían patentando y comercializando a lo largo de las siguientes décadas. Una destacable también fue Kodachrome (1915) de la compañía Kodak. Este otro sistema, a diferencia del Cinecolorgraph, permitía filmar con cualquier cámara con una película especial preparada. Su gran problema fue que, al tratarse de una película directamente positiva para revelar, la capacidad de copiar la película original, los negativos, con la cual se había filmado era imposible y, por lo tanto, no se podían comercializar las copias.
Otros sistemas sustractivos bicromáticos fueron: Polychromide (1918), Prizma Color (1919), Multicolor (1928), Ufacolor (1930), Cinecolor (1932), etc.

##### Sistemas tricromáticos

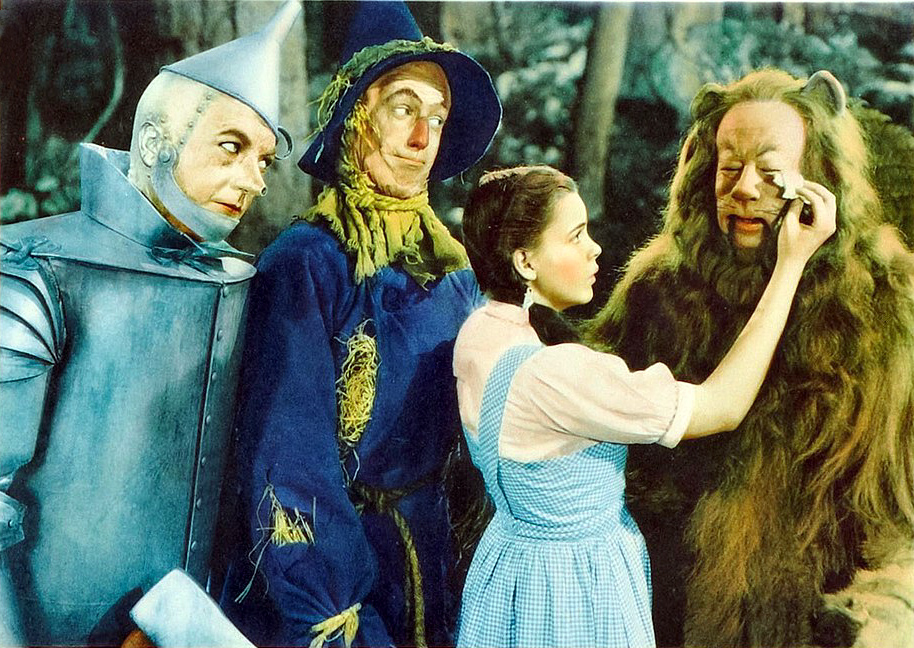
Fotograma de El Mago de Oz (1939), filmada con Technicolor, donde aparecen Judy Garland, Ray Bolger, Jack Haley and Bert Lahr.

Aun así, la auténtica técnica que revolucionó la coloración en el cine y se consideró la primera capaz de reproducir el espectro cromático en toda su totalidad fue el primer sistema sustractivo tricromático, el Technicolor (1932), creado por la empresa homónima, fundada por Herbert Kalmus el 1916. Teniendo como precedente otros técnicas bicromáticas usadas durante los años 1920, no es hasta inicios de los años 1930 que el sistema sustractivo es perfeccionado hasta el punto de poder aplicar los tres colores primarios sustractivos: cian, magenta y amarillo.
Esta nueva técnica se basaba en la creación de una cámara filmadora capaz de captar los tres colores sustractivos primarios, que podían ser imprimidos en la película y después copiada en serie para ser reproducida en cualquier proyector. El primero en utilizar este sistema de coloración fue Walt Disney para algunos de sus filmes de animación de la saga Silly Symphonies, Flowers and Trees (1932) y Three Little Pigs (1933). Pero, el primer largometraje totalmente filmado e impreso con esta técnica fue La feria de la vanidad (1935), de Rouben Mamoulian.
A partir de entonces, el potencial de este nuevo sistema fue explotado por las grandes producciones de Hollywood de la década, como El camino del Pino Solitario (1936), de Henry Hathaway, Ha nacido una estrella (1937), de William A. Wellman, Lo que el viento se llevó (1939) o El mago de Oz (1939), ambas de Victor Fleming. Incluso se llegó a aplicar en Europa, con éxitos comerciales ingleses como Las cuatro plumas (1939) y El ladrón de Bagdad (1940).

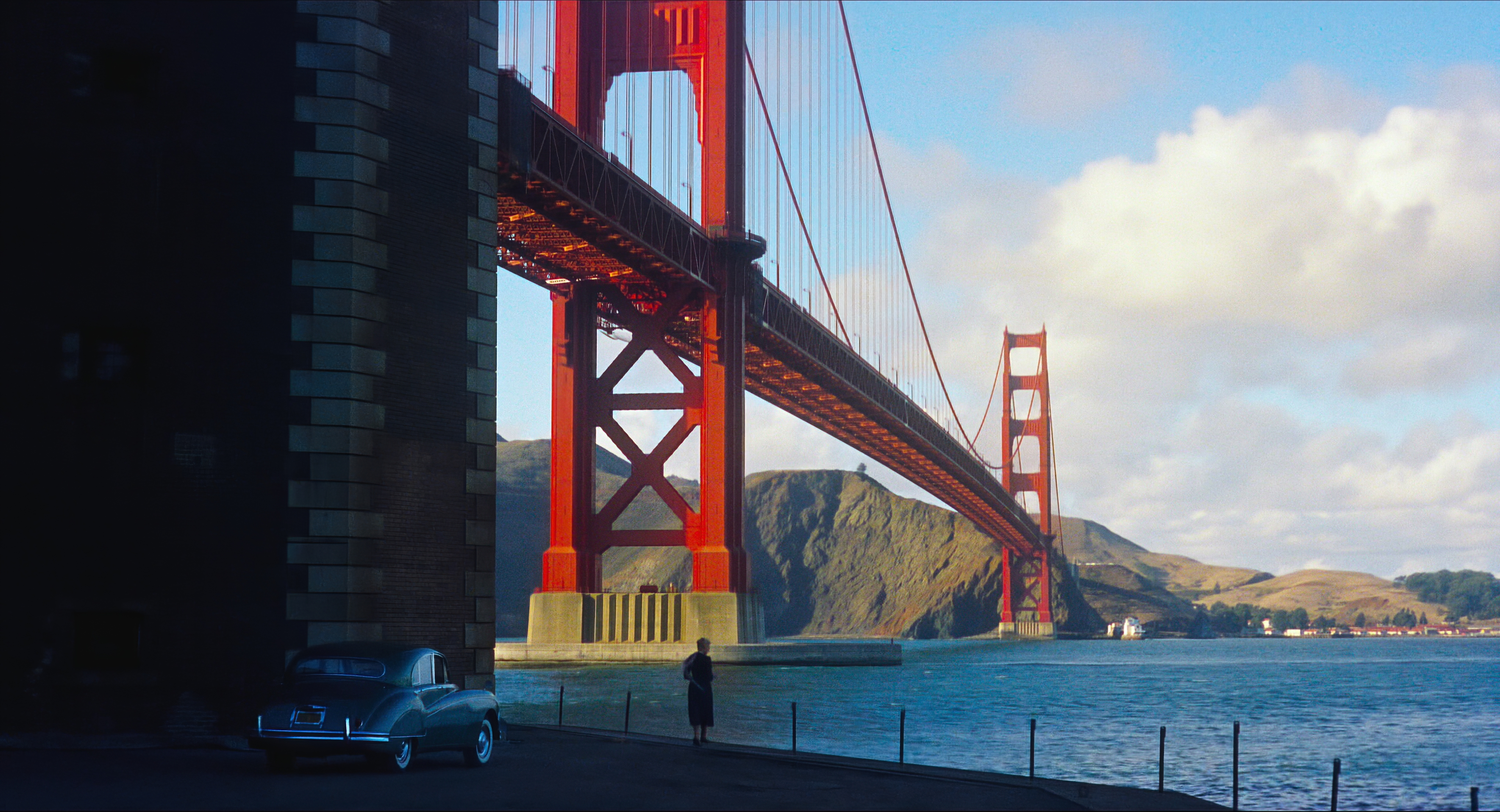
Fotograma de Vertigo (1958), filmada con Technicolor

Aun así, la expansión y generalización de este sistema fue limitada por sus defectos. Filmar con este requería el uso de cámaras de filmación especiales, con operadores de cámara o asesores especializados en color Technicolor, hecho que encarecía hasta más de la mitad de la producción. Es por estos altos costes y la crisis económica de la Segunda Guerra Mundial (1939-1945) que la mayoría de directores, tanto europeos como norteamericanos, siguieron rodando en blanco y negro, convirtiéndose el Technicolor en un método exclusivo para grandes producciones.
Hasta la década de 1950 estas tendencias se mantuvieron, pero el perfeccionamiento y la expansión otros sistemas de la competencia de Kodak y Afga, como Afgacolor (1939)  y Eastmancolor (1950), y el desgaste de las desventajas del monopolizado Technicolor consiguieron abrir las fronteras y la accesibilidad de la coloración al mercado cinematográfico. A partir de entonces, nuevos métodos y técnicas se extendieron por toda la industria hasta llegar a la coloración digital que impera en la actualidad.

## Cómo funciona una película en color
Una película a color está formada por varias capas diferentes que trabajan conjuntamente para crear la imagen en color. Las películas de color negativo proporcionan tres capas de color principales: el registro azul, el registro verde y el registro rojo; cada uno formado por dos capas separadas que contienen cristales de haluro de plata y acopladores de colorante. Cada capa de la película es tan fina que el compuesto de todas las capas, además de la base de triacetato y el soporte de antihalación, es inferior a 0.0003 "(8 μm) de grosor.
Los tres registros de color se apilan con un filtro UV en la parte superior para evitar que la radiación ultravioleta no visible exponga los cristales de haluro de plata, que son naturalmente sensibles a la luz ultravioleta. A continuación, se muestran las capas rápidas y lentas sensibles al blau, que, cuando se desarrollan, forman la imagen latente. Cuando se desarrolla el cristal de halogenuros de plata expuesto, se combina con un grande colorante de su color complementario. Esto forma una «nube» de tintes (como una gota de agua sobre una toalla de papel) que está limitado en su crecimiento mediante acoplamientos de liberación de inhibidores del desarrollo (DIR), que también sirven para refinar la nitidez de la imagen procesada limitando la medida de las nubes de colorante. Las nubes de tintes formados a la capa azul son realmente amarillos (el color opuesto o complementario al azul).
Hay dos capas para cada color; una «rápida» y una «lenta». La capa rápida presenta granos más gruesos que son más sensibles a la luz que la capa lenta, que tiene grano fino y es menos sensible a la luz. Los cristales de halogenuros de plata son naturalmente sensibles a la luz azul, de forma que las capas azules se encuentran a la parte superior de la película y son seguidas inmediatamente por un filtro amarillo, que impide que cualquier otra luz azul pase hacia las capas verdes y rojas y sesgue estos cristales con exposición azul extra. A continuación, se muestra el registro sensible al rojo (que forma tintes cian cuando se desarrolla); y, a la parte inferior, el registro verde sensible, que forma tintes magenta cuando se desarrolla. Cada color está separado por una capa de gelatina que impide que el desarrollo de plata en un registro provoque una formación de colorantes no deseados en otro. A la parte posterior de la base de la película hay una capa de antihalación que absorbe la luz que, de otro modo, se reflejaría débilmente a través de la película por esta superficie y generaría halos de luz alrededor de las características brillantes de la imagen.
En cuanto a la película en color, este apoyo es «rem-jet», una capa de pigmentación negra que no es gelatina que se elimina en el proceso de desarrollo. Eastman Kodak fabrica películas en carretes de amplitud de 54 pulgadas (1.372 mm). Estos rollos se lanzan en varias medidas (70 mm, 65 mm, 35 mm, 16 mm) según sea necesario.